# Hejce
Hejce ist eine ungarische Gemeinde im Kreis Gönc im Komitat Borsod-Abaúj-Zemplén.

## Geografische Lage
Hejce liegt in Nordungarn, 51 Kilometer nordöstlich des Komitatssitzes Miskolc, fünfeinhalb Kilometer südlich der Kreisstadt Gönc, am Westhang des Zemplén-Gebirges an dem Fluss Szerencs-patak. Nachbargemeinden sind Göncruszka, Vilmány und Fony.

## Geschichte
Im Jahr 1913 gab es in der damaligen Kleingemeinde 184 Häuser und 755 Einwohner auf einer Fläche von 1647 Katastraljochen. Sie gehörte zu dieser Zeit zum Bezirk Göncz im Komitat Abaúj-Torna.

## Gemeindepartnerschaft
- Debraď, Slowakei

## Sehenswürdigkeiten
- Denkmal des Flugzeugunglücks von 2006, erschaffen von László Szabó
- Reformierte Kirche, erbaut 1789 im spätbarocken Stil
- Römisch-katholische Kirche Szent István király, erbaut um 1780 im Zopfstil
- Sándor-Petőfi-Büste, erschaffen von Éva Makai
- Schloss, erbaut 1774 im Zopfstil

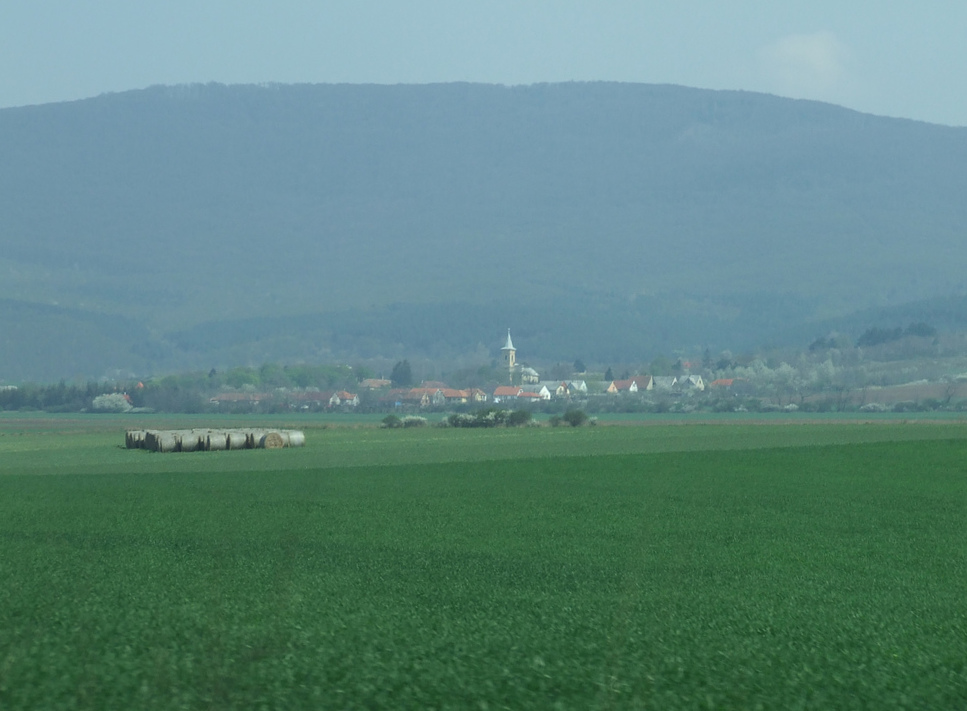
Blick auf Hejce
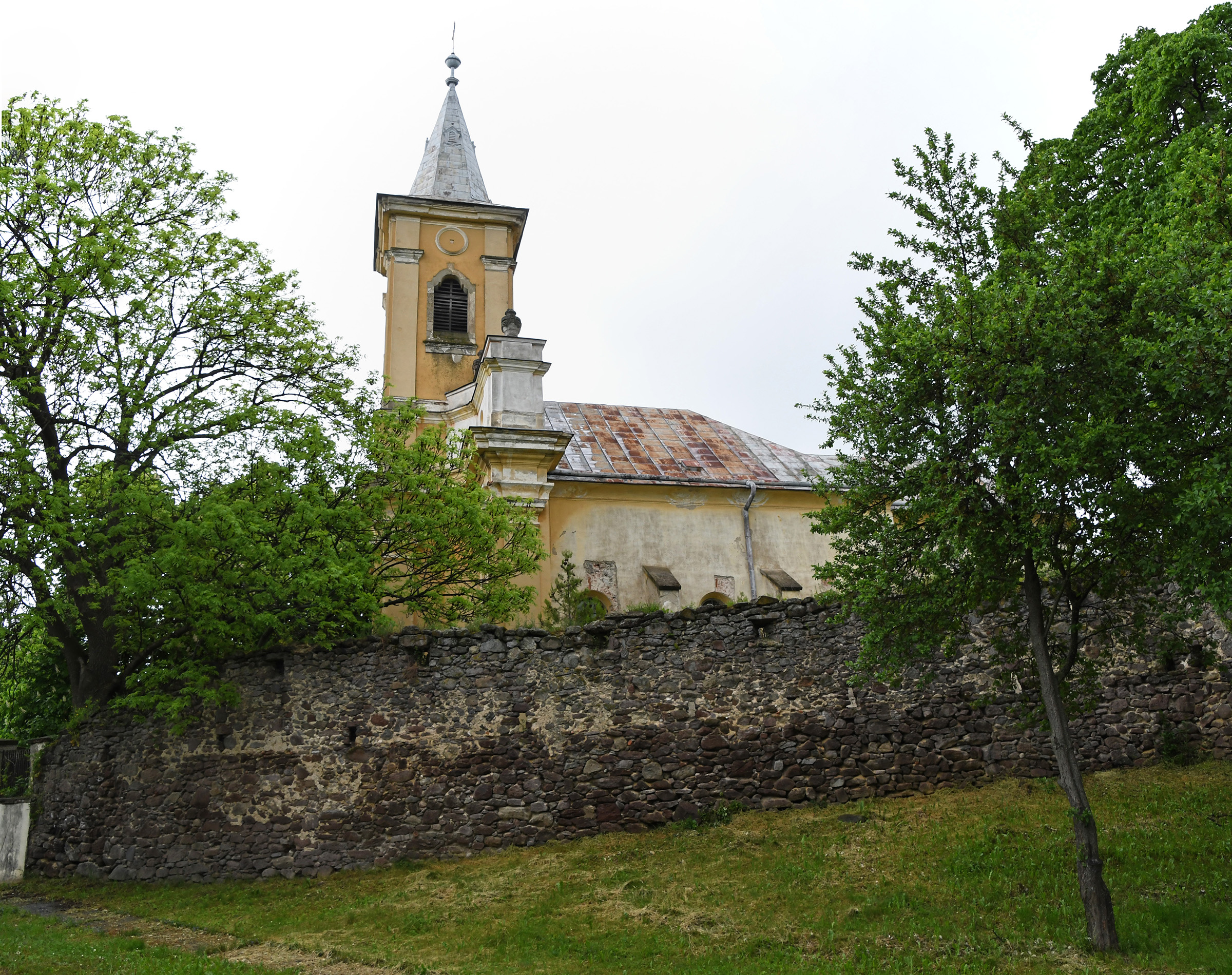
Römisch-katholische Kirche Szent István király
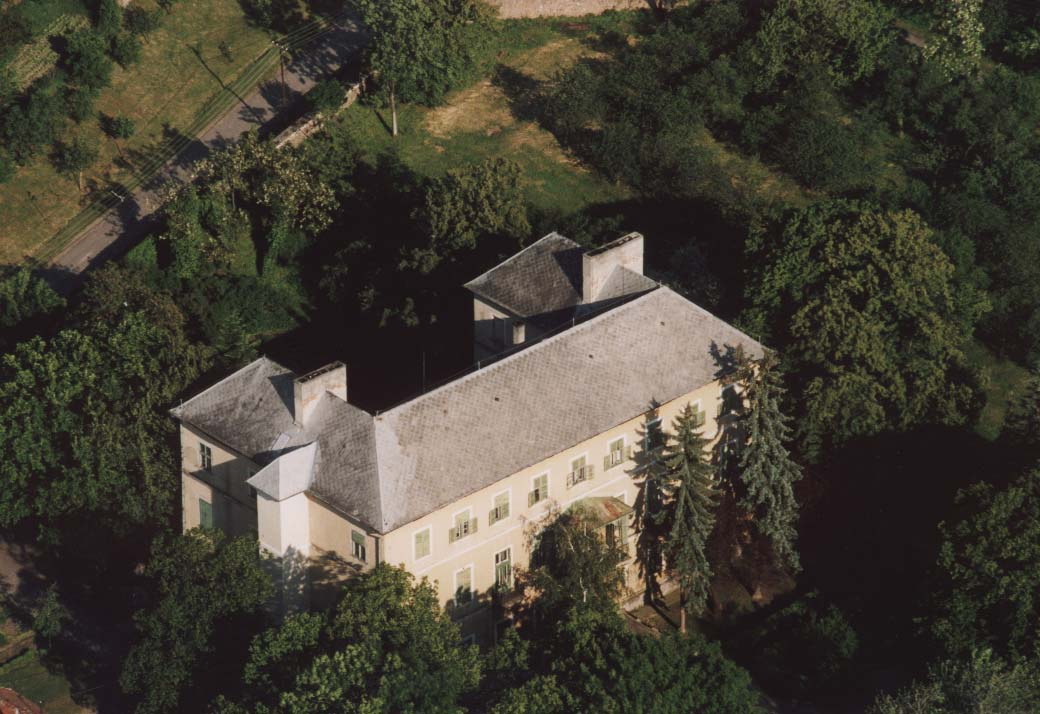
Schloss
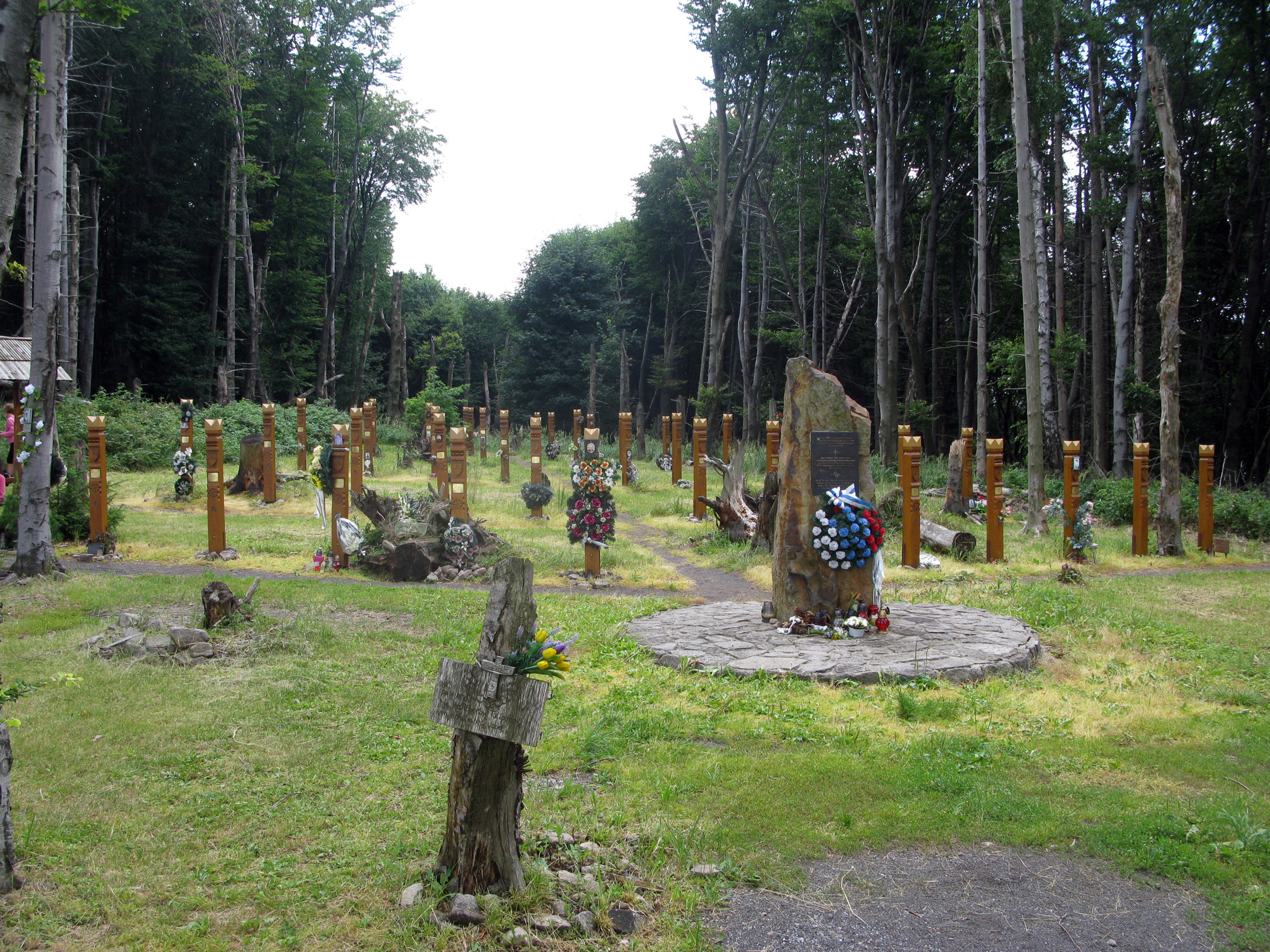
Gedenkstätte am Borsó-hegy für die Opfer eines Flugzeugunglücks

## Verkehr
Hejce ist nur über die Nebenstraße Nr. 37112 zu erreichen. Es bestehen Busverbindungen zum westlich gelegenen Bahnhof Hejce-Vilmány, der an die Eisenbahnstrecke von Abaújszántó nach Hidasnémeti angebunden ist.